# Ozzfest

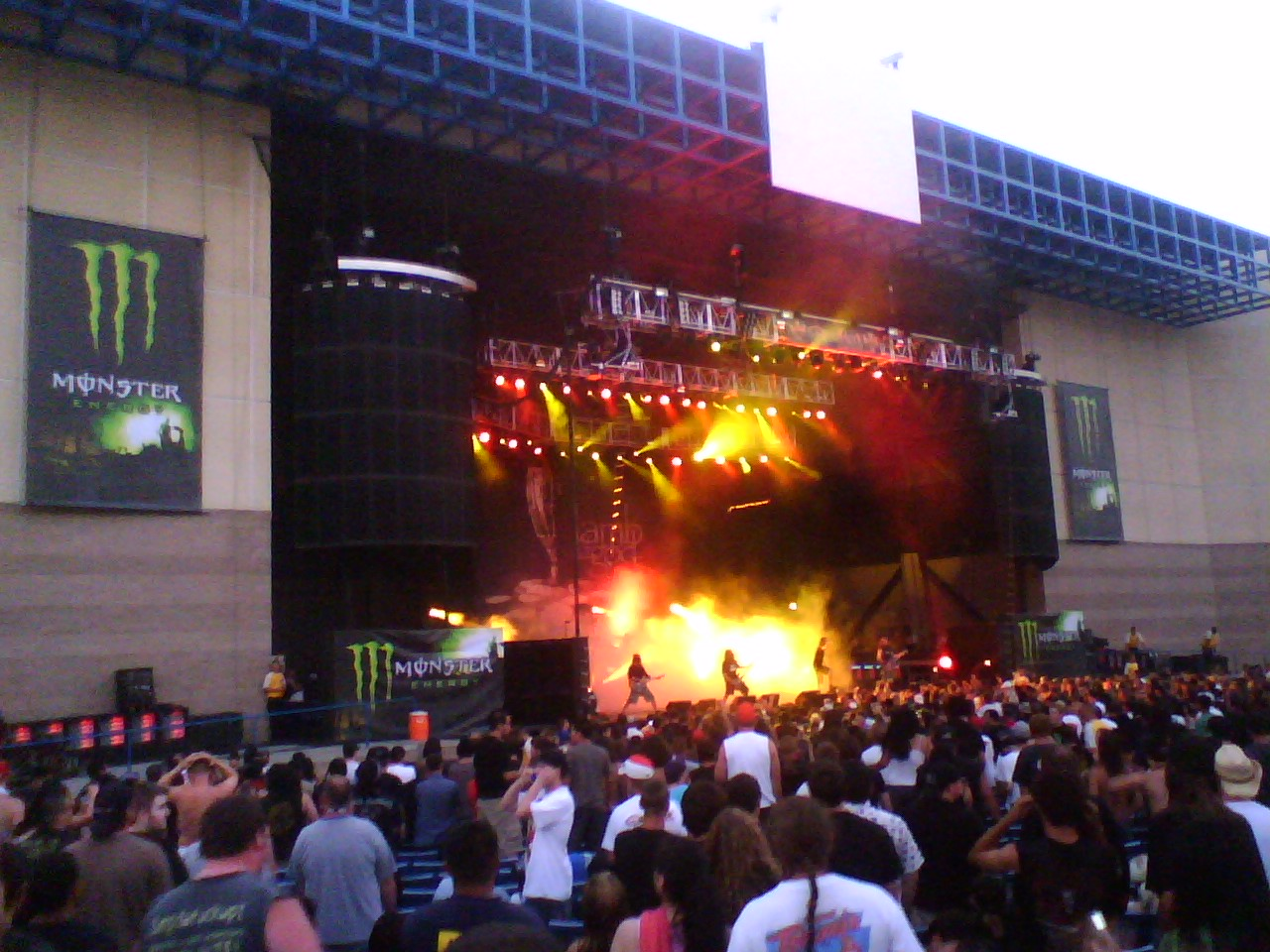
Lamb of God beim Ozzfest 2007 im San Manuel Amphitheater in Devore

Das Ozzfest ist eine jährliche Musikfestival-Tour, bei der zahlreiche Künstler aus der Metal- und Hard-Rock-Szene auftreten. Es wurde 1996 von Ozzy Osbourne und dessen Ehefrau Sharon Osbourne gegründet, die seither auch die Organisation übernahmen. Bis 2010 tourte das Ozzfest jedes Jahr durch die USA sowie vereinzelt durch Kanada und Europa; seither wird es sporadisch in Japan durchgeführt. Die beim Ozzfest vertretenen Stilrichtungen sind vielfältig, einschließlich Alternative Metal, Thrash Metal, Industrial Rock, Metalcore, Hardcore Punk, Deathcore, Nu Metal, Death Metal, Post-Hardcore, Gothic Metal und Black Metal. Bei fast allen Konzerten trat der Namensgeber Ozzy Osbourne entweder solo oder als Teil seiner Band Black Sabbath auf.

## Geschichte
Sharon Osbourne hatte die Idee zum Ozzfest, nachdem sich die Veranstalter des Lollapalooza-Festivals geweigert hatten, ihren Ehemann Ozzy Osbourne auftreten zu lassen. Das erste Ozzfest im September 1996 umfasste zwei Veranstaltungen in Phoenix (Arizona) und Devore (Kalifornien). Wenig später wurde das Livealbum The Ozzfest veröffentlicht. Im zweiten Jahr umfasste die Tour bereits elf Konzerte; neben Künstlern wie Pantera und Marilyn Manson traten auch Black Sabbath in der Besetzung Osbourne, Geezer Butler und Tony Iommi auf; Mike Bordin von Faith No More half als Schlagzeuger aus. Das Ozzfest 1997 war die zweiterfolgreichste Tournee des Jahres in den USA, lediglich übertroffen von der Lilith Fair von Sarah McLachlan. Im November 1997 erschien mit The Ozzman Cometh ein weiterer Sampler.
1998 machte das Ozzfest erstmals Station in Osbournes Heimat Großbritannien, als die Tournee in der Milton Keynes Bowl von Milton Keynes eröffnet wurde (gegenüber dem deutlich erweiterten amerikanischen Teil mit einem veränderten Line-up). Korn waren ebenfalls für die Tournee eingeplant gewesen, zogen aber ihre Teilnahme wegen der Geburt der Tochter von Gitarrist Brian Welch zurück. Das Konzert in Somerset (Wisconsin) fand kombiniert mit der Warped Tour statt. 2001 begann die Tournee erneut in Großbritannien in der Milton Keynes Bowl. 2002 führte sie zunächst durch acht europäische Staaten, wobei zwei Konzerte in Deutschland stattfanden. Der Tourauftakt am 17. Mai 2002 in Nürnberg war in das Festival Rock im Park integriert. Der Tod von Dave Williams, dem Sänger von Drowning Pool, überschattete die Ozzfest-Tournee 2002. Sowohl 2001 als auch 2002 wurden Live-Alben veröffentlicht.
Ab 2003 war das Ozzfest wieder ausschließlich in Nordamerika unterwegs. 2004 spielten Judas Priest wiedervereinigt beim Ozzfest. Außerdem wurde im Rahmen der Fernsehshow Battle for Ozzfest eine Newcomer-Band gesucht; die Sieger A Dozen Furies erhielten einen Platz im Line-up der Tour des darauf folgenden Jahres. Iron Maiden traten nur 2005 für einen Teil der Tour auf. Auf ihrem letzten Konzert im Rahmen der Tour in San Bernardino wurde die Band mit Eiern aus dem Publikum beworfen. Außerdem wurde Sänger Bruce Dickinson nach dem Auftritt von Sharon Osbourne beschimpft. Laut einer Nachricht auf der offiziellen Website der Tour hatte es bereits im Vorfeld Differenzen zwischen den Organisatoren und Iron Maiden gegeben. Unter anderem hatte Dickinson die Reality-TV-Show The Osbournes, die den Alltag von Ozzy Osbournes Familie zeigt, kritisiert. Die Lücke, die durch Terminprobleme von Iron Maiden entstanden war, wurde danach wie geplant durch Velvet Revolver gefüllt. 2006 spielte Ozzy Osbourne nur bei zehn von 21 Konzerten als Headliner.
Die Eintrittskarten zum Ozzfest 2007 waren kostenlos über diverse Websites erhältlich. Verschiedene Sponsoren übernahmen die Kosten der Veranstaltung und die Bands mussten ohne Gage auftreten. Josh Homme, der Frontmann von Queens of the Stone Age, kritisierte dieses Vorgehen. Seiner Meinung nach handelte es sich nicht um eine gute Tat für die Fans, sondern um eine PR-Kampagne der Osbournes. Außerdem seien die Bands schlecht behandelt worden. Während des Ozzfest 2007 verstarben in Holmdel zwei Besucher nach der Einnahme eines Drogencocktails. Bei der anschließenden polizeilichen Untersuchung wurden 83 Personen festgenommen. Der Veranstalter legte daraufhin neue Regeln für den Umgang mit Alkohol auf dem Festivalgelände fest. 2008 gab es nur ein einziges Ozzfest-Konzert in Frisco (Texas). Dort trat Ozzy Osbourne erneut als Headliner zusammen mit Black Sabbath auf. Die Karten wurden wiederum kostenlos abgegeben.
2009 fiel das Ozzfest aus, da Ozzy Osbourne sich auf die Produktion seines neuen Albums konzentrieren wollte. Ein Jahr später fand es wieder statt. Im Rahmen des Ozzfest 2010 gab es auch zwei Auftritte außerhalb der Vereinigten Staaten: Am 18. September in der Londoner O2 Arena sowie am 28. September in Tel Aviv (Israel). Die Line-ups waren jeweils anders als bei den Terminen in den USA. 2011 gab es erneut kein Ozzfest. Osbourne begründete dies mit seiner erst kürzlich abgeschlossenen US-Tour und der anschließenden Europa-Tour im Sommer. Auch 2012 fiel das Ozzfest aus. Im Jahr 2013 umfasste es zwei Konzerte in der japanischen Stadt Chiba.

## Auftritte
2011 gab es beim Ozzfest jeweils zwei Bühnen (mit Ausnahme 2008, wo es drei Bühnen gab): Auf der ersten Bühne traten die eher bekannteren Künstler und Bands auf, während auf der zweiten die neueren und noch wenig bekannten Künstler und Bands auftreten. Dabei wurden manchmal Bands, die eher auf die erste Bühne gehören, auf der zweiten im Rotationsverfahren eingewechselt.
Die nachfolgenden Listen zeigen die Line-ups seit der ersten Ausgabe von Ozzfest.

### Ozzfest 1996
Hauptbühne: Ozzy Osbourne, Biohazard, Danzig, Fear Factory, Narcotic Gypsy, Sepultura, Slayer 

Zweite Bühne: Cellophane, Coal Chamber, Earth Crisis, Neurosis, Powerman 5000
| Datum            | Stadt               | Veranstaltungsort               |
| ---------------- | ------------------- | ------------------------------- |
| 25. Oktober 1996 | Phoenix, Arizona    | Blockbuster Desert Sky Pavilion |
| 26. Oktober 1996 | Devore, Kalifornien | Blockbuster Pavilion            |

### Ozzfest 1997
Hauptbühne: Black Sabbath, Ozzy Osbourne, Fear Factory, Machine Head, Marilyn Manson (ab 15. Juni), Pantera, Powerman 5000, Type O Negative 

Zweite Bühne: Coal Chamber, downset., Drain STH, Neurosis, Slo Burn, Vision of Disorder
| Datum         | Stadt                      | Veranstaltungsort                     |
| ------------- | -------------------------- | ------------------------------------- |
| 24. Mai 1997  | Bristow, Virginia          | Nissan Pavilion                       |
| 26. Mai 1997  | West Palm Beach, Florida   | Coral Sky Pavilion                    |
| 28. Mai 1997  | Charlotte, North Carolina  | Blockbuster Pavilion                  |
| 31. Mai 1997  | San Antonio, Texas         | Alamodome                             |
| 1. Juni 1997  | Dallas, Texas              | Coca-Cola Starplex Amphitheatre       |
| 3. Juni 1997  | Cuyahoga Falls, Ohio       | Blossom Music Center                  |
| 4. Juni 1997  | Noblesville, Indiana       | Deer Creek Music Center               |
| 7. Juni 1997  | Burgettstown, Pennsylvania | Star Lake Amphitheatre                |
| 8. Juni 1997  | Camden, New Jersey         | Blockbuster Sony Entertainment Center |
| 10. Juni 1997 | Maryland Heights, Missouri | Riverport Amphitheatre                |
| 12. Juni 1997 | Clarkston, Michigan        | Pine Knob Music Theatre               |

| Datum         | Stadt                       | Veranstaltungsort               |
| ------------- | --------------------------- | ------------------------------- |
| 14. Juni 1997 | Mansfield, Massachusetts    | Great Woods Center              |
| 15. Juni 1997 | East Rutherford, New Jersey | Giants Stadium                  |
| 17. Juni 1997 | Columbus, Ohio              | Polaris Amphitheater            |
| 19. Juni 1997 | Tinley Park, Illinois       | New World Music Theatre         |
| 21. Juni 1997 | East Troy, Wisconsin        | Alpine Valley Music Theatre     |
| 22. Juni 1997 | Minneapolis, Minnesota      | Metrodome                       |
| 24. Juni 1997 | Denver, Colorado            | Mile High Stadium               |
| 26. Juni 1997 | Phoenix, Arizona            | Blockbuster Desert Sky Pavilion |
| 28. Juni 1997 | Paradise, Nevada            | Thomas & Mack Center            |
| 29. Juni 1997 | San Bernardino, Kalifornien | Blockbuster Pavilion            |
| 1. Juli 1997  | Columbus, Ohio              | Polaris Amphitheater *          |

* nur Black Sabbath und Ozzy Osbourne

### Ozzfest 1998
Großbritannien
Hauptbühne: Black Sabbath, Fear Factory, Ozzy Osbourne, Foo Fighters, Pantera, Slayer, Soulfly, Therapy? 

Zweite Bühne: Coal Chamber, Entombed, Hed PE, Human Waste Project, Life of Agony, Pitchshifter
USA
Hauptbühne: Ozzy Osbourne, Coal Chamber, Limp Bizkit, Megadeth, Tool, Sevendust, Soulfly 

Zweite Bühne: Incubus, Kilgore, Life of Agony, Monster Voodoo Machine, Motörhead, Snot, System of a Down, The Melvins, Ultraspank
| Datum         | Stadt                         | Veranstaltungsort                     |
| ------------- | ----------------------------- | ------------------------------------- |
| 20. Juni 1998 | Milton Keynes, Großbritannien | Milton Keynes Bowl                    |
| 3. Juli 1998  | Holmdel, New Jersey           | PNC Bank Arts Center                  |
| 5. Juli 1998  | Holmdel, New Jersey           | PNC Bank Arts Center                  |
| 7. Juli 1998  | Mansfield, Massachusetts      | Great Woods Center                    |
| 9. Juli 1998  | Mansfield, Massachusetts      | Great Woods Center                    |
| 11. Juli 1998 | Camden, New Jersey            | Blockbuster Sony Entertainment Center |
| 12. Juli 1998 | Burgettstown, Pennsylvania    | Star Lake Amphitheatre                |
| 14. Juli 1998 | Akron, Ohio                   | Rubber Bowl                           |
| 16. Juli 1998 | Noblesville, Indiana          | Deer Creek Music Center               |
| 18. Juli 1998 | Somerset, Wisconsin           | Float Rite Park Amphitheatre          |

| Datum          | Stadt                      | Veranstaltungsort           |
| -------------- | -------------------------- | --------------------------- |
| 19. Juli 1998  | East Troy, Wisconsin       | Alpine Valley Music Theatre |
| 21. Juli 1998  | Columbus, Ohio             | Polaris Amphitheater        |
| 23. Juli 1998  | Clarkston, Michigan        | Pine Knob Music Theatre     |
| 25. Juli 1998  | Maryland Heights, Missouri | Riverport Amphitheatre      |
| 26. Juli 1998  | Bonner Springs, Kansas     | Sandstone Amphitheater      |
| 29. Juli 1998  | Orlando, Florida           | Central Florida Fairgrounds |
| 30. Juli 1998  | West Palm Beach, Florida   | Coral Sky Pavilion          |
| 1. August 1998 | Raleigh, North Carolina    | Walnut Creek Amphitheatre   |
| 2. August 1998 | Bristow, Virginia          | Nissan Pavilion             |

Das Konzert am 18. Juli wurde mit jenem der Warped Tour zusammengelegt. Rund 39.000 Fans waren an dem zwölfstündigen Ereignis mit 48 Bands auf sechs Bühnen anwesend.

### Ozzfest 1999
Hauptbühne: Black Sabbath, Deftones, Godsmack, Primus feat. Buckethead, Rob Zombie, Slayer, System of a Down 

Zweite Bühne: Apartment 26, Drain STH, Fear Factory, Flashpoint, Hed PE, Pushmonkey, Puya, Shuvel, Slipknot, Static-X
| Datum         | Stadt                      | Veranstaltungsort                     |
| ------------- | -------------------------- | ------------------------------------- |
| 27. Mai 1999  | West Palm Beach, Florida   | Coral Sky Pavilion                    |
| 29. Mai 1999  | Atlanta, Georgia           | Lakewood Amphitheatre                 |
| 31. Mai 1999  | Antioch, Tennessee         | First American Music Center           |
| 2. Juni 1999  | Charlotte, North Carolina  | Blockbuster Pavilion                  |
| 4. Juni 1999  | Bristow, Virginia          | Nissan Pavilion                       |
| 6. Juni 1999  | Camden, New Jersey         | Blockbuster Sony Entertainment Center |
| 8. Juni 1999  | Holmdel, New Jersey        | PNC Bank Arts Center                  |
| 10. Juni 1999 | Holmdel, New Jersey        | PNC Bank Arts Center                  |
| 12. Juni 1999 | Burgettstown, Pennsylvania | Star Lake Amphitheatre                |
| 14. Juni 1999 | Columbus, Ohio             | Polaris Amphitheater                  |
| 16. Juni 1999 | Mansfield, Massachusetts   | Great Woods Center                    |
| 18. Juni 1999 | Mansfield, Massachusetts   | Great Woods Center                    |
| 19. Juni 1999 | Hartford, Connecticut      | Meadows Music Theatre                 |
| 25. Juni 1999 | Clarkston, Michigan        | Pine Knob Music Theatre               |
| 27. Juni 1999 | Clarkston, Michigan        | Pine Knob Music Theatre               |

| Datum         | Stadt                               | Veranstaltungsort               |
| ------------- | ----------------------------------- | ------------------------------- |
| 29. Juni 1999 | Noblesville, Indiana                | Deer Creek Music Center         |
| 1. Juli 1999  | Somerset, Wisconsin                 | Float Rite Park Amphitheatre    |
| 3. Juli 1999  | East Troy, Wisconsin                | Alpine Valley Music Theatre     |
| 5. Juli 1999  | Tinley Park, Illinois               | New World Music Theatre         |
| 7. Juli 1999  | Maryland Heights, Missouri          | Riverport Amphitheatre          |
| 9. Juli 1999  | Bonner Springs, Kansas              | Sandstone Amphitheatre          |
| 11. Juli 1999 | San Antonio, Texas                  | Retama Park                     |
| 13. Juli 1999 | Dallas, Texas                       | Starplex Amphitheatre           |
| 16. Juli 1999 | Vancouver, British Columbia, Kanada | Thunderbird Stadium             |
| 18. Juli 1999 | George, Washington                  | The Gorge Amphitheatre          |
| 20. Juli 1999 | Mountain View, Kalifornien          | Shoreline Amphitheatre          |
| 22. Juli 1999 | Phoenix, Arizona                    | Blockbuster Desert Sky Pavilion |
| 24. Juli 1999 | San Bernardino, Kalifornien         | Blockbuster Pavilion            |

### Ozzfest 2000
Hauptbühne: Ozzy Osbourne, Incubus, Godsmack, Methods of Mayhem, Pantera, P.O.D., Queens of the Stone Age (bis 30. August), Static-X 

Zweitbühne: Apartment 26 (ab 4. August), Black Label Society (ab 24. August), Crazy Town (bis 13. Juli), Disturbed, Kittie, Pitchshifter, Primer 55, Pumpjack (ab 4. August), Reveille, Shuvel, Slaves on Dope, Soulfly, Taproot, The Deadlights
| Datum         | Stadt                      | Veranstaltungsort                     |
| ------------- | -------------------------- | ------------------------------------- |
| 2. Juli 2000  | West Palm Beach, Florida   | Mars Music Amphitheatre               |
| 4. Juli 2000  | Atlanta, Georgia           | Lakewood Amphitheatre                 |
| 6. Juli 2000  | Antioch, Tennessee         | AmSouth Amphitheatre                  |
| 8. Juli 2000  | Charlotte, North Carolina  | Blockbuster Pavilion                  |
| 10. Juli 2000 | Virginia Beach, Virginia   | GTE Virginia Beach Amphitheatre       |
| 12. Juli 2000 | Clarkston, Michigan        | Pine Knob Music Theatre               |
| 14. Juli 2000 | Bristow, Virginia          | Nissan Pavilion                       |
| 16. Juli 2000 | Burgettstown, Pennsylvania | Post-Gazette Pavilion                 |
| 18. Juli 2000 | Columbus, Ohio             | Polaris Amphitheater                  |
| 20. Juli 2000 | Cuyahoga Falls, Ohio       | Blossom Music Center                  |
| 22. Juli 2000 | Camden, New Jersey         | Blockbuster Sony Entertainment Center |
| 24. Juli 2000 | Holmdel, New Jersey        | PNC Bank Arts Center                  |
| 26. Juli 2000 | Saratoga Springs, New York | Saratoga Performing Arts Center       |
| 29. Juli 2000 | Mansfield, Massachusetts   | Tweeter Center                        |
| 30. Juli 2000 | Mansfield, Massachusetts   | Tweeter Center                        |

| Datum             | Stadt                       | Veranstaltungsort               |
| ----------------- | --------------------------- | ------------------------------- |
| 4. August 2000    | Tinley Park, Illinois       | New World Music Theatre         |
| 6. August 2000    | East Troy, Wisconsin        | Alpine Valley Music Theatre     |
| 8. August 2000    | Cincinnati, Ohio            | Riverbend Music Center          |
| 10. August 2000   | Noblesville, Indiana        | Deer Creek Music Center         |
| 12. August 2000   | Somerset, Wisconsin         | Float Rite Park Amphitheatre    |
| 14. August 2000   | Maryland Heights, Missouri  | Riverport Amphitheatre          |
| 16. August 2000   | Bonner Springs, Kansas      | Sandstone Amphitheater          |
| 18. August 2000   | Dallas, Texas               | Starplex Amphitheatre           |
| 20. August 2000   | Baytown, Texas              | Houston Raceway Park            |
| 24. August 2000   | George, Washington          | The Gorge Amphitheatre          |
| 26. August 2000   | Mountain View, Kalifornien  | Shoreline Amphitheatre          |
| 28. August 2000   | Marysville, Kalifornien     | Sacramento Valley Amphitheatre  |
| 30. August 2000   | Phoenix                     | Blockbuster Desert Sky Pavilion |
| 2. September 2000 | San Bernardino, Connecticut | Blockbuster Pavilion            |

### Ozzfest 2001
Großbritannien
Hauptbühne: Black Sabbath, Hed PE, Papa Roach, Raging Speedhorn, Slipknot, Soulfly, Tool 

Zweite Bühne: Amen, Apartment 26, Black Label Society, Disturbed, Mudvayne, Pure Rubbish, The Union Underground
USA/Kanada
Hauptbühne: Black Sabbath, Black Label Society, Crazy Town, Disturbed, Linkin Park, Marilyn Manson, Papa Roach, Slipknot 

Zweitbühne: American Head Charge (nicht am 24. Juli), Drowning Pool, Five Pointe O, Hatebreed, Mudvayne, Nonpoint, Slaves on Dope (nur am 24. Juli), Spineshank (ab 14. Juli), Systematic (bis 13. Juli), Taproot, The Union Underground 

Levi Stage: Beautiful Creatures, Godhead (bis 30. Juni), No One (ab 13. Juli, nicht am 24. Juli), Otep (bis 31. Juli), Pressure 4-5 (ab 14. Juli), Project Wyze (nur am 24. Juli), Pure Rubbish
| Datum         | Stadt                         | Veranstaltungsort              |
| ------------- | ----------------------------- | ------------------------------ |
| 26. Mai 2001  | Milton Keynes, Großbritannien | Milton Keynes Bowl             |
| 8. Juni 2001  | Tinley Park, Illinois         | Tweeter Center                 |
| 9. Juni 2001  | East Troy, Wisconsin          | Alpine Valley Music Theatre    |
| 12. Juni 2001 | Noblesville, Indiana          | Verizon Wireless Music Center  |
| 16. Juni 2001 | Somerset, Wisconsin           | Float Rite Park Amphitheatre   |
| 18. Juni 2001 | Maryland Heights, Missouri    | Riverport Amphitheatre         |
| 19. Juni 2001 | Bonner Springs, Kansas        | Sandstone Amphitheater         |
| 21. Juni 2001 | Denver, Colorado              | Mile High Stadium              |
| 25. Juni 2001 | George, Washington            | The Gorge Amphitheatre         |
| 27. Juni 2001 | Marysville, Kalifornien       | Sacramento Valley Amphitheatre |
| 29. Juni 2001 | Mountain View, Kalifornien    | Shoreline Amphitheatre         |
| 30. Juni 2001 | San Bernardino, Connecticut   | Blockbuster Pavilion           |
| 3. Juli 2001  | Selma, Texas                  | Verizon Wireless Amphitheatre  |
| 5. Juli 2001  | Dallas, Texas                 | Smirnoff Music Center          |
| 7. Juli 2001  | Atlanta, Georgia              | Hi-Fi Buys Amphitheatre        |
| 9. Juli 2001  | Camden, New Jersey            | Tweeter Center                 |

| Datum           | Stadt                      | Veranstaltungsort             |
| --------------- | -------------------------- | ----------------------------- |
| 13. Juli 2001   | West Palm Beach, Florida   | Mars Music Amphitheatre       |
| 15. Juli 2001   | Saint Petersburg, Florida  | Tropicana Field               |
| 17. Juli 2001   | Charlotte, North Carolina  | Verizon Wireless Amphitheatre |
| 20. Juli 2001   | Bristow, Virginia          | Nissan Pavilion               |
| 21. Juli 2001   | Camden, New Jersey         | VerizonCenter                 |
| 24. Juli 2001   | Toronto, Ontario, Kanada   | The Docks                     |
| 26. Juli 2001   | Cuyahoga Falls, Ohio       | Blossom Music Center          |
| 28. Juli 2001   | Burgettstown, Pennsylvania | Post-Gazette Pavilion         |
| 30. Juli 2001   | Clarkston, Michigan        | DTE Energy Music Theatre      |
| 31. Juli 2001   | Clarkston, Michigan        | DTE Energy Music Theatre      |
| 3. August 2001  | Columbus, Ohio             | Polaris Amphitheater          |
| 5. August 2001  | Hartford, Connecticut      | Meadows Music Theatre         |
| 7. August 2001  | Mansfield, Massachusetts   | Tweeter Center                |
| 8. August 2001  | Mansfield, Massachusetts   | Tweeter Center                |
| 11. August 2001 | Holmdel, New Jersey        | PNC Bank Arts Center          |
| 12. August 2001 | Holmdel, New Jersey        | PNC Bank Arts Center          |

### Ozzfest 2002
Europa
| Datum        | Stadt                            | Veranstaltungsort             | Line-up |
| ------------ | -------------------------------- | ----------------------------- | --- |
| 17. Mai 2002 | Nürnberg, Deutschland            | Frankenstadion (Rock im Park) | Ozzy Osbourne, Bad Religion, Black Label Society, Drowning Pool, P.O.D., System of a Down, Tool |
| 20. Mai 2002 | Braunschweig, Deutschland        | Volkswagen Halle              | Ozzy Osbourne, Bad Religion, Black Label Society, Oomph!, Tool |
| 23. Mai 2002 | Antwerpen, Belgien               | Sportpaleis                   | Ozzy Osbourne, System of a Down, Tool |
| 25. Mai 2002 | Castle Donington, Großbritannien | Donington Park                | Hauptbühne: Ozzy Osbourne, AntiProduct, Black Label Society, Cradle of Filth, Drowning Pool, Lostprophets, Millencolin, System of a Down, Slayer, The Mad Capsule Markets, Tool Zweite Bühne: American Head Charge, Cyclefly, Danko Jones, Flaw, Hell Is for Heroes, Hundred Reasons, Ill Niño, Kittie, Mushroomhead, Nonpoint, Otep, Pulse Ultra, Skindred |
| 26. Mai 2002 | Naas, Irland                     | Punchestown Racecourse        | Hauptbühne: Black Label Society, Cyclefly, Drowning Pool, Lostprophets, Slayer, System of a Down, Therapy?, Tool Zweite Bühne: American Head Charge, AntiProduct, Flaw, Hell Is for Heroes, Ill Niño, Kittie, Mushroomhead, Otep, Pulse Ultra, Skindive, Superskin                                                                                          |
| 29. Mai 2002 | Katowice, Polen                  | Spodek                        | Ozzy Osbourne, AntiProduct, Decapitated, Slayer, Tool |
| 30. Mai 2002 | Prag, Tschechien                 | Strahov-Stadion               | Ozzy Osbourne, AntiProduct, Astro Metro, Black Label Society, Drowning Pool, Metalium, Royal Playboy Cartel, Slayer, Škwor, Tool |
| 1. Juni 2002 | Nijmegen, Niederlande            | Goffertpark                   | Hauptbühne: Ozzy Osbourne, Drowning Pool, Ill Niño, Kittie, Tool, Slayer, Within Temptation Zweite Bühne: After Forever, American Head Charge, AntiProduct, .calibre, Dreadlock Pussy, Mushroomhead, Otep, SOiL Lokale Bühne: Agresión, Callenish Circle, Dimension Seven, Nomen, Outburst, Smogus, Wicked Mystic                                           |
| 4. Juni 2002 | Lissabon, Portugal               | Estádio do Restelo            | AntiProduct, Drowning Pool, Ill Niño, Kittie, Ramp, Slayer, Tool, 500 & Crave |

USA
Hauptbühne: Ozzy Osbourne, Adema, Black Label Society, Drowning Pool (abgesagt am 14. August nach dem Tod von Leadsänger Dave Williams), P.O.D., Rob Zombie, System of a Down, Tommy Lee (ab 22. August) 

Zweite Bühne: 3rd Strike (bis 7. August), Andrew W. K. (bis 7. August), Chevelle, Down, Flaw (bis 7. August), Glassjaw (ab 10. August), Hatebreed, Ill Niño, Lostprophets, Meshuggah, Mushroomhead (ab 10. August), Neurotica, Otep, Pulse Ultra, Seether (am 13. Juli und ab 10. August), SOiL (bis 7. August), Sw1tched (ab 10. August), The Apex Theory, The Used (ab 11. August),
| Datum           | Stadt                      | Veranstaltungsort           |
| --------------- | -------------------------- | --------------------------- |
| 10. Juli 2002   | Scranton, Pennsylvania     | Montage Mountain            |
| 12. Juli 2002   | Camden, New Jersey         | Tweeter Center              |
| 13. Juli 2002   | Hartford, Connecticut      | Meadows Music Theatre       |
| 16. Juli 2002   | Mansfield, Massachusetts   | Tweeter Center              |
| 19. Juli 2002   | Holmdel, New Jersey        | PNC Bank Arts Center        |
| 20. Juli 2002   | Holmdel, New Jersey        | PNC Bank Arts Center        |
| 24. Juli 2002   | Burgettstown, Pennsylvania | Post-Gazette Pavilion       |
| 26. Juli 2002   | West Palm Beach, Florida   | Mars Music Amphitheatre     |
| 28. Juli 2002   | Atlanta, Georgia           | Hi-Fi Buys Amphitheatre     |
| 3. August 2002  | Columbus, Ohio             | Polaris Amphitheater        |
| 4. August 2002  | Cuyahoga Falls, Ohio       | Blossom Music Center        |
| 7. August 2002  | Clarkston, Michigan        | DTE Energy Music Theatre    |
| 8. August 2002  | Clarkston, Michigan        | DTE Energy Music Theatre    |
| 10. August 2002 | Tinley Park, Illinois      | Tweeter Center              |
| 11. August 2002 | East Troy, Wisconsin       | Alpine Valley Music Theatre |

| Datum             | Stadt                       | Veranstaltungsort             |
| ----------------- | --------------------------- | ----------------------------- |
| 13. August 2002   | Noblesville, Indiana        | Verizon Wireless Music Center |
| 15. August 2002   | Bristow, Virginia           | Nissan Pavilion               |
| 17. August 2002   | Somerset, Wisconsin         | Float Rite Park Amphitheatre  |
| 19. August 2002   | Maryland Heights, Missouri  | UMB Bank Pavilion             |
| 20. August 2002   | Bonner Springs, Kansas      | Verizon Wireless Amphitheater |
| 22. August 2002   | Denver, Colorado            | Pepsi Center                  |
| 24. August 2002   | Wheatland, Kalifornien      | AutoWest Amphitheatre         |
| 25. August 2002   | Mountain View, Kalifornien  | Shoreline Amphitheatre        |
| 27. August 2002   | George, Washington          | The Gorge Amphitheatre        |
| 31. August 2002   | San Bernardino, Connecticut | Blockbuster Pavilion          |
| 2. September 2002 | Chula Vista, Kalifornien    | Coors Amphitheatre            |
| 5. September 2002 | Phoenix, Arizona            | Cricket Pavilion              |
| 7. September 2002 | Selma, Texas                | Verizon Wireless Amphitheater |
| 8. September 2002 | Dallas, Texas               | Smirnoff Music Centre         |

### Ozzfest 2003
Hauptbühne: Ozzy Osbourne, Chevelle, Disturbed, Korn, Marilyn Manson, The Datsuns 

Zweite Bühne: Chimaira, Cradle of Filth, Depswa (bis 11. August), Endo, E Town Concrete (ab 14. August), Grade 8 (bis 11. August), Hotwire, Killswitch Engage, Memento, Motograter, Nothingface, Shadows Fall, Sworn Enemy, The Revolution Smile, Twisted Method, Unloco, Voivod
| Datum         | Stadt                       | Veranstaltungsort             |
| ------------- | --------------------------- | ----------------------------- |
| 28. Juni 2003 | Selma, Texas                | Verizon Wireless Amphitheater |
| 29. Juni 2003 | Dallas, Texas               | Smirnoff Music Center         |
| 2. Juli 2003  | Phoenix, Arizona            | Cricket Wireless Pavilion     |
| 3. Juli 2003  | Chula Vista, Kalifornien    | Coors Amphitheatre            |
| 5. Juli 2003  | San Bernardino, Connecticut | Glen Helen Amphitheater       |
| 8. Juli 2003  | Mountain View, Kalifornien  | Shoreline Amphitheatre        |
| 9. Juli 2003  | Wheatland, Kalifornien      | Sleep Train Amphitheatre      |
| 12. Juli 2003 | Auburn, Washington          | White River Amphitheatre      |
| 15. Juli 2003 | Maryland Heights, Missouri  | UMB Bank Pavilion             |
| 17. Juli 2003 | Bonner Springs, Kansas      | Verizon Wireless Amphitheater |
| 19. Juli 2003 | Somerset, Wisconsin         | Float Rite Park Amphitheatre  |
| 20. Juli 2003 | Tinley Park, Illinois       | Tweeter Center                |
| 22. Juli 2003 | Cuyahoga Falls, Ohio        | Blossom Music Center          |
| 24. Juli 2003 | Clarkston, Michigan         | DTE Energy Music Theatre      |

| Datum           | Stadt                      | Veranstaltungsort             |
| --------------- | -------------------------- | ----------------------------- |
| 30. Juli 2003   | Burgettstown, Pennsylvania | Post-Gazette Pavilion         |
| 31. Juli 2003   | Noblesville, Indiana       | Verizon Wireless Music Center |
| 2. August 2003  | East Troy, Wisconsin       | Alpine Valley Music Theatre   |
| 3. August 2003  | Columbus, Ohio             | Polaris Amphitheater          |
| 5. August 2003  | Scranton, Pennsylvania     | Montage Mountain              |
| 7. August 2003  | Camden, New Jersey         | Tweeter Center                |
| 9. August 2003  | Hartford, Connecticut      | Meadows Music Theatre         |
| 11. August 2003 | Corfu, New York            | Darien Lake                   |
| 14. August 2003 | Mansfield, Massachusetts   | Tweeter Center                |
| 18. August 2003 | Holmdel, New Jersey        | PNC Bank Arts Center          |
| 22. August 2003 | Bristow, Virginia          | Nissan Pavilion               |
| 24. August 2003 | Charlotte, North Carolina  | Verizon Wireless Amphitheatre |
| 26. August 2003 | Atlanta, Georgia           | Hi-Fi Buys Amphitheatre       |
| 28. August 2003 | West Palm Beach, Florida   | Coral Sky Amphitheatre        |

### Ozzfest 2004
Hauptbühne: Black Sabbath, Black Label Society, Dimmu Borgir, Judas Priest, Slayer, Superjoint Ritual 

Zweite Bühne: Atreyu, Bleeding Through, Darkest Hour, DevilDriver, Every Time I Die, God Forbid, Hatebreed, Lacuna Coil, Lamb of God, Magna-Fi, Otep, Slipknot, Throwdown, Unearth
| Datum          | Stadt                       | Veranstaltungsort        |
| -------------- | --------------------------- | ------------------------ |
| 10. Juli 2004  | Hartford, Connecticut       | Meadows Music Theatre    |
| 12. Juli 2004  | Mansfield, Massachusetts    | Tweeter Center           |
| 14. Juli 2004  | Wantagh, New York           | Jones Beach Theater      |
| 16. Juli 2004  | Holmdel, New Jersey         | PNC Bank Arts Center     |
| 18. Juli 2004  | Bristow, Virginia           | Nissan Pavilion          |
| 20. Juli 2004  | Columbus, Ohio              | Germain Amphitheater     |
| 22. Juli 2004  | Antioch, Tennessee          | Starwood Amphitheatre    |
| 24. Juli 2004  | Denver, Colorado            | Coors Amphitheatre       |
| 27. Juli 2004  | Auburn, Washington          | White River Amphitheatre |
| 29. Juli 2004  | Mountain View, Kalifornien  | Shoreline Amphitheatre   |
| 31. Juli 2004  | San Bernardino, Kalifornien | Hyundai Pavilion         |
| 3. August 2004 | Albuquerque, New Mexico     | Journal Pavilion         |
| 5. August 2004 | Dallas, Texas               | Smirnoff Music Center    |

| Datum             | Stadt                      | Veranstaltungsort             |
| ----------------- | -------------------------- | ----------------------------- |
| 7. August 2004    | Selma, Texas               | Verizon Wireless Amphitheater |
| 10. August 2004   | Bonner Springs, Kansas     | Verizon Wireless Amphitheater |
| 12. August 2004   | Maryland Heights, Missouri | UMB Bank Pavilion             |
| 14. August 2004   | East Troy, Wisconsin       | Alpine Valley Music Theatre   |
| 17. August 2004   | Clarkston, Michigan        | DTE Energy Center             |
| 19. August 2004   | Cuyahoga Falls, Ohio       | Blossom Music Center          |
| 21. August 2004   | Tinley Park, Illinois      | Tweeter Center                |
| 24. August 2004   | Noblesville, Indiana       | Verizon Wireless Music Center |
| 26. August 2004   | Camden, New Jersey         | Tweeter Center                |
| 28. August 2004   | Burgettstown, Pennsylvania | Post-Gazette Pavilion         |
| 31. August 2004   | Raleigh, North Carolina    | Walnut Creek Amphitheatre     |
| 2. September 2004 | Tampa, Florida             | Tampa Bay Amphitheatre        |

### Ozzfest 2005
Großbritannien:
Der Samstag (11. Juni) des Download-Festivals in Donington Park stand unter dem Motto „Ozzfest Day“, mit Black Sabbath, A, Alter Bridge, Anthrax, Bowling for Soup, HIM, The Mad Capsule Markets, The Dwarves, Trivium und Velvet Revolver.
USA:
Hauptbühne: Black Sabbath, Black Label Society, Drowning Pool (nur 25. August), In Flames, Iron Maiden (bis 20. August), Mudvayne, Shadows Fall, Slipknot (nur 31. Juli und 20. August), Velvet Revolver (ab 23. August) 

Zweite Bühne: A Dozen Furies, Abasement, Arch Enemy, As I Lay Dying, Bury Your Dead, Gizmachi, It Dies Today, Killswitch Engage, Mastodon, Rob Zombie, Soilwork, The Black Dahlia Murder, The Haunted, Trivium, Wicked Wisdom
| Datum          | Stadt                      | Veranstaltungsort             |
| -------------- | -------------------------- | ----------------------------- |
| 15. Juli 2005  | Mansfield, Massachusetts   | Tweeter Center                |
| 17. Juli 2005  | Hartford, Connecticut      | Meadows Music Theater         |
| 19. Juli 2005  | Camden, New Jersey         | Tweeter Center                |
| 21. Juli 2005  | Corfu, New York            | Darien Lake                   |
| 24. Juli 2005  | Bristow, Virginia          | Nissan Pavilion               |
| 26. Juli 2005  | Holmdel, New Jersey        | PNC Bank Arts Center          |
| 29. Juli 2005  | Tinley Park, Illinois      | Tweeter Center                |
| 30. Juli 2005  | Noblesville, Indiana       | Verizon Wireless Music Center |
| 1. August 2005 | Burgettstown, Pennsylvania | Post-Gazette Pavilion         |
| 2. August 2005 | Columbus, Ohio             | Germain Amphitheater          |
| 4. August 2005 | Clarkston, Michigan        | DTE Energy Music Theatre      |
| 6. August 2005 | East Troy, Wisconsin       | Alpine Valley Music Theatre   |
| 7. August 2005 | Somerset, Wisconsin        | Float Rite Park Amphitheatre  |

| Datum             | Stadt                       | Veranstaltungsort               |
| ----------------- | --------------------------- | ------------------------------- |
| 11. August 2005   | Auburn, Washington          | White River Amphitheatre        |
| 13. August 2005   | Mountain View, Kalifornien  | Shoreline Amphitheatre          |
| 14. August 2005   | Wheatland, Kalifornien      | Sleep Train Amphitheatre        |
| 17. August 2005   | Greenwood Village, Colorado | Coors Amphitheatre              |
| 18. August 2005   | Phoenix, Arizona            | Cricket Wireless Pavilion       |
| 20. August 2005   | San Bernardino, Kalifornien | Hyundai Pavilion                |
| 23. August 2005   | Albuquerque, New Mexico     | Journal Pavilion                |
| 25. August 2005   | Dallas, Texas               | Smirnoff Music Center           |
| 27. August 2005   | The Woodlands, Texas        | Cynthia Woods Mitchell Pavilion |
| 28. August 2005   | Selma, Texas                | Verizon Wireless Amphitheater   |
| 31. August 2005   | Antioch, Tennessee          | Starwood Amphitheatre           |
| 2. September 2005 | Charlotte, North Carolina   | Verizon Wireless Amphitheatre   |
| 4. September 2005 | West Palm Beach, Florida    | Sound Advice Amphitheatre       |

### Ozzfest 2006
Hauptbühne: Ozzy Osbourne, Avenged Sevenfold, Disturbed, DragonForce, Hatebreed, Lacuna Coil, System of a Down 

Zweite Bühne: Atreyu, Black Label Society, Bleeding Through, Norma Jean, Unearth 

Zweite Bühne (Rotation): A Life Once Lost, All That Remains, Bad Acid Trip, Between the Buried and Me, Full Blown Chaos, Strapping Young Lad, The Red Chord, Walls of Jericho
| Datum         | Stadt                       | Veranstaltungsort               |
| ------------- | --------------------------- | ------------------------------- |
| 29. Juni 2006 | Auburn, Washington          | White River Amphitheatre        |
| 1. Juli 2006  | Mountain View, Kalifornien  | Shoreline Amphitheatre          |
| 2. Juli 2006  | Wheatland, Kalifornien      | Sleep Train Amphitheatre        |
| 4. Juli 2006  | Albuquerque, New Mexico     | Journal Pavilion                |
| 7. Juli 2006  | Phoenix, Arizona            | Cricket Wireless Pavilion       |
| 8. Juli 2006  | San Bernardino, Kalifornien | Hyundai Pavilion                |
| 9. Juli 2006  | Chula Vista, Kalifornien    | Coors Amphitheatre              |
| 11. Juli 2006 | San Antonio, Texas          | Verizon Wireless Amphitheater   |
| 14. Juli 2006 | Bonner Springs, Kansas      | Verizon Wireless Amphitheater   |
| 15. Juli 2006 | Maryland Heights, Missouri  | UMB Bank Pavilion               |
| 16. Juli 2006 | Tinley Park, Illinois       | First Midwest Bank Amphitheatre |
| 18. Juli 2006 | Burgettstown, Pennsylvania  | Post-Gazette Pavilion           |
| 19. Juli 2006 | Clarkston, Michigan         | DTE Energy Music Theatre        |
| 21. Juli 2006 | Columbus, Ohio              | Germain Amphitheater            |

| Datum           | Stadt                    | Veranstaltungsort                      |
| --------------- | ------------------------ | -------------------------------------- |
| 22. Juli 2006   | East Troy, Wisconsin     | Alpine Valley Music Theatre            |
| 23. Juli 2006   | Noblesville, Indiana     | Verizon Wireless Music Center          |
| 25. Juli 2006   | Toronto, Ontario, Kanada | Molson Amphitheatre                    |
| 26. Juli 2006   | Scranton, Pennsylvania   | Toyota Pavilion                        |
| 27. Juli 2006   | Corfu, New York          | Darien Lake                            |
| 29. Juli 2006   | New York City, New York  | Randall’s Island                       |
| 30. Juli 2006   | Hartford, Connecticut    | New England Dodge Music Center         |
| 1. August 2006  | Mansfield, Massachusetts | Tweeter Center for the Performing Arts |
| 4. August 2006  | Camden, New Jersey       | Tweeter Center at the Waterfront       |
| 5. August 2006  | Virginia Beach, Virginia | Verizon Wireless Amphitheater          |
| 6. August 2006  | Bristow, Virginia        | Nissan Pavilion                        |
| 9. August 2006  | Raleigh, North Carolina  | Alltel Pavilion                        |
| 13. August 2006 | West Palm Beach, Florida | Sound Advice Amphitheatre              |

### Ozzfest 2007
Hauptbühne: Ozzy Osbourne, Black Tide (ab 10. August), Lamb of God, Lordi, Static-X 

Zweite Bühne: Behemoth, DevilDriver (ab 2. August), Hatebreed, Nick Oliveri (12. bis 21. Juli) 

Zweite Bühne (Rotation): 3 Inches of Blood, Ankla, Chthonic, Circus Diablo, Dååth, In This Moment, Nile, The Showdown
| Datum          | Stadt                       | Veranstaltungsort             |
| -------------- | --------------------------- | ----------------------------- |
| 12. Juli 2007  | Auburn, Washington          | White River Amphitheatre      |
| 14. Juli 2007  | George, Washington          | The Gorge Amphitheatre        |
| 17. Juli 2007  | Wheatland, Kalifornien      | Sleep Train Amphitheatre      |
| 19. Juli 2007  | Mountain View, Kalifornien  | Shoreline Amphitheatre        |
| 21. Juli 2007  | San Bernardino, Kalifornien | Hyundai Pavilion              |
| 24. Juli 2007  | Phoenix, Arizona            | Cricket Wireless Pavilion     |
| 26. Juli 2007  | Albuquerque, New Mexico     | Journal Pavilion              |
| 28. Juli 2007  | Greenwood Village, Colorado | Coors Amphitheatre            |
| 30. Juli 2007  | Bonner Springs, Kansas      | Sandstone Amphitheater        |
| 2. August 2007 | Dallas, Texas               | Smirnoff Music Center         |
| 4. August 2007 | Selma, Texas                | Verizon Wireless Amphitheater |
| 6. August 2007 | Maryland Heights, Missouri  | Verizon Wireless Amphitheater |

| Datum           | Stadt                      | Veranstaltungsort               |
| --------------- | -------------------------- | ------------------------------- |
| 8. August 2007  | Columbus, Ohio             | Germain Amphitheater            |
| 10. August 2007 | Tinley Park, Illinois      | First Midwest Bank Amphitheatre |
| 12. August 2007 | East Troy, Wisconsin       | Alpine Valley Music Theatre     |
| 14. August 2007 | Noblesville, Indiana       | Verizon Wireless Music Theatre  |
| 16. August 2007 | Holmdel, New Jersey        | PNC Bank Arts Center            |
| 18. August 2007 | Hartford, Connecticut      | New England Dodge Music Theatre |
| 20. August 2007 | Mansfield, Massachusetts   | Tweeter Center                  |
| 22. August 2007 | Camden, New Jersey         | Tweeter Center                  |
| 24. August 2007 | Burgettstown, Pennsylvania | Post Gazette Pavilion           |
| 26. August 2007 | Clarkston, Michigan        | DTE Energy Music Theatre        |
| 28. August 2007 | Charlotte, North Carolina  | Verizon Wireless Amphitheatre   |
| 30. August 2007 | West Palm Beach, Florida   | Sound Advice Amphitheatre       |

### Ozzfest 2008
| Datum          | Stadt         | Veranstaltungsort | Line-up |
| -------------- | ------------- | ----------------- | --- |
| 9. August 2008 | Frisco, Texas | Pizza Hut Park    | Hauptbühne: Ozzy Osbourne, Apocalyptica, Cavalera Conspiracy, Hellyeah, In This Moment, Jonathan Davis, Metallica, Serj Tankian, Shadows Fall Zweite Bühne: DevilDriver, Goatwhore, Kingdom of Sorrow, Sevendust, Soilent Green, Witchcraft Texas Stage: Black Tooth, Debri, Drowning Pool, Rigor Mortis, The Destro, The Sword, Within Chaos |

### Ozzfest 2010
USA:
Hauptbühne: Ozzy Osbourne, DevilDriver, Mötley Crüe, Nonpoint, Rob Halford 

Zweite Bühne: Black Label Society, Drowning Pool, Kingdom of Sorrow 

Zweite Bühne (Rotation): California Wildbeast, Exodus, Goatwhore, Immune, Kataklysm, Saviours, Skeletonwitch
Großbritannien:
Hauptbühne: Ozzy Osbourne, Devildriver, Mötley Crüe, Nonpoint, Rob Halford 

Zweite Bühne: Black Spiders, Jettblack, Paradise Lost, Revoker
Israel:
Hauptbühne: Ozzy Osbourne, Betzefer, Korn, Soulfly 

Zweite Bühne: Almana Shchora, Behind the Sun, Tal Friedman & Krayot
| Datum              | Stadt                       | Veranstaltungsort             |
| ------------------ | --------------------------- | ----------------------------- |
| 14. August 2010    | San Bernardino, Kalifornien | San Manuel Amphitheater       |
| 17. August 2010    | Tinley Park, Illinois       | Hollywood Casino Amphitheatre |
| 19. August 2010    | Burgettstown, Pennsylvania  | First Niagara Pavilion        |
| 21. August 2010    | Hartford, Connecticut       | The Comcast Theatre           |
| 22. August 2010    | Camden, New Jersey          | Susquehanna Bank Center       |
| 24. August 2010    | Mansfield, Massachusetts    | Comcast Center                |
| 18. September 2010 | London, Großbritannien      | The O₂                        |
| 28. September 2010 | Tel Aviv, Israel            | Yarkon Park                   |

### Ozzfest 2013
| Datum        | Stadt        | Veranstaltungsort | Line-up |
| ------------ | ------------ | ----------------- | --- |
| 11. Mai 2013 | Chiba, Japan | Makuhari Messe    | Slipknot, Slash feat. Myles Kennedy and the Conspirators, Deftones, Maximum the Hormone, Man with a Mission, Fear, and Loathing in Las Vegas, The Treatment, Namba 69, Crossfaith, Galneryus, Momoiro Clover Z, Knock out monkey, Artema |
| 12. Mai 2013 | Chiba, Japan | Makuhari Messe    | Black Sabbath, Tool, Stone Sour, Dir En Grey, Anthem, Coldrain, Steel Panther, MUCC, AA=, Ningen Isu, Head Phones President, Fade |

### Ozzfest 2015
| Datum             | Stadt        | Veranstaltungsort | Line-up |
| ----------------- | ------------ | ----------------- | --- |
| 21. November 2015 | Chiba, Japan | Makuhari Messe    | Korn, Evanescence, Bullet for My Valentine, Of Mice & Men, Corey Taylor, VAMPS, One Ok Rock, Crossfaith, MEANING, Crystal Lake, SiM                                                     |
| 22. November 2015 | Chiba, Japan | Makuhari Messe    | Ozzy and Friends, Jane’s Addiction, Hatebreed, A Day to Remember, Black Label Society, Babymetal, Fear, and Loathing in Las Vegas, 9mm Parabellum Bullet, Her Name in Blood, Ningen Isu |

### Ozzfest meets Knotfest 2016
| Datum                       | Stadt               | Veranstaltungsort       | Line-up |
| --------------------------- | ------------------- | ----------------------- | --- |
| 25. September 2016 Ozzfest  | San Bernardino, USA | San Manuel Amphitheater | Black Sabbath, Disturbed, Megadeth, Opeth, Black Label Society, Children of Bodom, Hatebreed, Devil Driver, Municipal Waste, Rival Sons, Goatwhore, Huntress, Dead Cross, Kataklysm, Still Rebel, The Shrine |
| 25. September 2016 Knotfest | San Bernardino, USA | San Manuel Amphitheater | Slipknot, Slayer, Amon Amarth, Anthrax, Trivium, Sabaton, Suicide Silence, Whitechapel, Emmure, Overkill, Butcher Babies, ma, Combichrist, Death Angel, Sim, Oni                                             |

### Ozzfest meets Knotfest 2017
| Datum                      | Stadt               | Veranstaltungsort       | Line-up |
| -------------------------- | ------------------- | ----------------------- | --- |
| 04. November 2017 Ozzfest  | San Bernardino, USA | Glen Helen Amphitheater | Ozzy Osbourne, Prophets of Rage, Deftones, Children of Bodom, Orange Goblin, Kreator, Baroness, High on Fire, Iron Reagan, 1349, Havok, Kyng, Tombs, Night Demon, Thrown into Exile, Possessed, Suffocation, Fallujah, Rings of Saturn |
| 05. November 2017 Knotfest | San Bernardino, USA | Glen Helen Amphitheater | Rob Zombie, Marilyn Manson, Stone Sour, Eighteen Visions, Prayers, Testament, Life of Agony, The Black Dahlia Murder, Upon a Burning Body, Goatwhore, Death Angel, Code Orange, Oni, Stitched Up Heart, DED                            |

### Ozzfest 2018
| Datum             | Stadt                  | Veranstaltungsort | Line-up |
| ----------------- | ---------------------- | ----------------- | --- |
| 31. Dezember 2018 | Inglewood, Kalifornien | The Forum         | Ozzy Osbourne, Rob Zombie, Marilyn Manson, Jonathan Davis, Body Count, Zakk Sabbath, Devil Driver, Wednesday 13 |